# حمزة الركراكي
حمزة الركراكي (مواليد 13 يونيو 1997)، لاعب كرة قدم مغربي، يشغل مركز وسط ميدان في نادي الوداد الرياضي المغربي.

## مسيرته

### مع الأندية
الركراكي هو خرّيج أكاديمية محمد السادس في عام 2015، انضم إلى نادي مالقا للشباب على سبيل الإعارة، حيث كان لاعبا احتياطيا. بعد ذلك تمت إعارته إلى النادي القنيطري، لكنه لم يتمكن من فرض نفسه.
في عام 2017، تم شراؤه من قبل نهضة بركان. خلال موسمه الأول مع النادي، لعب 24 مباراة في البطولة الوطنية، وشارك في كأس الكونفيدرالية الأفريقية.
في 20 مايو 2022، تُوّج رفقة ناديه بكأس الكونفيدرالية بعد الفوز في المباراة النهائية بركلات الترجيح ضد أورلاندو بيراتس. في 28 يوليو 2022، توّج أيضا رفقة ناديه بكأس العرش بعد الفوز في النهائي على الوداد الرياضي بركلات الترجيح، في المباراة التي أُجريت بمركب محمد الخامس.

### مع المنتخب
في 18 أغسطس 2019، تم اختياره من قبل باتريس بوميل مدرب المنتخب المغربي الأولمبي لخوض مواجهة مزدوجة ضد منتخب مالي الأولمبي لحساب تصفيات بطولة أفريقيا تحت 23 سنة.
في 28 يوليو 2022، تم استدعاؤه من قبل المدرب هشام الدمعي لمعسكر تدريبي مع المنتخب الأولمبي، وظهر على قائمة من 23 لاعبا شاركوا في ألعاب التضامن الإسلامي في أغسطس 2022.

## الإنجازات
نهضة بركان
- كأس العرش (3) : 2018، 2021، 2022
- كأس الكونفيدرالية الأفريقية (2) : 2020، 2022
- كأس السوبر الأفريقي : 2022

## روابط خارجية
- حمزة الركراكي على موقع قاعدة بيانات كرة القدم.إي يو (الإنجليزية)
- حمزة الركراكي على موقع Soccerway.com (الإنجليزية)
- حمزة الركراكي على موقع كووورة